# Janków Trzeci (województwo łódzkie)
Janków Trzeci – wieś w Polsce położona w województwie łódzkim, w powiecie tomaszowskim, w gminie Rokiciny.
W latach 1975–1998 miejscowość należała administracyjnie do województwa piotrkowskiego.
Zobacz też: Janków, Janków Trzeci